# Barry Fell
Barry Fell, eigentlich Howard Barraclough Fell (* 6. Juni 1917 in Lewes, Sussex, England; † 21. April 1994 in San Diego, Kalifornien, USA) war Professor für Zoologie am Harvard Museum für Vergleichende Zoologie. Sein Forschungsgebiet waren Seesterne und Seeigel. Fell ist jedoch am bekanntesten aufgrund seiner kontrovers diskutierten epigraphischen Forschung im Rahmen der Veröffentlichungen der Epigraphic Society.

## Leben
Fell wurde in England geboren. Seine Mutter wanderte mit ihm in den frühen 1920er Jahren nach Neuseeland aus, nachdem sein Vater, ein Seehandelskaufmann, bei einem Feuer an Bord eines Schiffes gestorben war.
Er kehrte nach Großbritannien zurück, um dort seinen Studienabschluss zu machen, und erhielt 1941 den Doktortitel (Ph.D.) an der Universität von Edinburgh. Während des Zweiten Weltkrieges diente er in der Britischen Armee. 1946 kehrte er nach Neuseeland zurück und setzte seine akademische Laufbahn fort.
1964 wurde Fell Mitarbeiter des Museum für vergleichende Zoologie an der Harvard-Universität und siedelte in die USA über. Im selben Jahr wurde er in die American Academy of Arts and Sciences gewählt. Dort arbeitete er bis zu seiner Versetzung in den Ruhestand 1979.
Er starb im Alter von 76 Jahren in San Diego, Kalifornien (USA), an Herzversagen.

## Forschungen
Obwohl Fell ein führender Meeresbiologe an der Harvard University war, wurde er durch seine Arbeiten auf dem Gebiet der Epigraphik bekannt. Seine Interesse begann hier schon sehr früh, als er sich mit polynesischen Petroglyphen befasste und die Ergebnisse 1940 veröffentlichte.
Seine bekanntesten Veröffentlichungen kamen viel später, und zwar 1976 mit einem Buch über das vorzeitliche Amerika (America BC). Er deutete allegorische Inschriften auf Felsen in Nord- und Südamerika als Schriftzeichen aus der Alten Welt.

## Die Maui-Expedition
Die Maui-Expedition ist der Versuch einer von Ägypten bis nach Papua-Neuguinea vorgedrungenen Weltumsegelung, die von Barry Fell aufgrund von Felsmalereien und als Inschriften gedeuteten Petroglyphen erschlossen wurde. Sie wurde nach Fell im Jahre 232 v. Chr. (275-194) vom ägyptischen Alexandria aus unternommen, und zwar unter Leitung des Navigators Maui und des Kapitäns Rata. Die Reise ging mit dem Breitenkreis nach Osten und stand damals in Zusammenhang mit der Gradmessung des Eratosthenes.
Fell veröffentlichte seine Thesen seit 1974 in seinem Buch The Polynesian Epigraphic Society Occasional Publications bzw. The Epigraphic Society Occasional Publications. In der historischen und archäologischen Forschung finden sie bisher keine Anerkennung. Einige seiner Thesen wurden von dem Bremer Hobbyforscher Heinz B. Maass nachgeprüft und 1998 in deutscher Sprache veröffentlicht.
Zu den Thesen Fells gehört auch, dass eine in den Höhlen des Mac Cluer Bay in Papua-Neuguinea aufgefundene Felszeichnung ein historisches Navigationsinstrument darstelle. Fell vermutet darin ein Torquetum, das für die antike Weltumsegelung bereits benutzt worden sei. Tatsächlich ist die Kenntnis dieses Instruments auch in der Alten Welt nicht vor dem 12./13. Jahrhundert belegt.

## Die Petroglyphen von West Virginia
Eine weitere Kontroverse stieß Fell mit den in West Virginia gefundenen Petroglyphen an, als er wie im Fall der Maui-Expedition 1983 einen Artikel über seine Entzifferung dieser Symbol-Sprache veröffentlichte. Sie seien in Ogam, einer irisch-keltischen Schrift, die aus dem 6. bis 8. Jahrhundert datiert, geschrieben und seien tatsächlich eine detaillierte Beschreibung der Geburt Christi. Fell erstellte eine Theorie, dass Nordamerika bereits vor „einigen 2.000 bis 2.500 Jahren“ von Iren, Spaniern, Libyern und Ägyptern besucht worden sei.
In Wahrheit, so wurde Fell entgegnet, sei seine Art der Interpretation eine fast willkürliche Gruppierung der Zeichen. Er stelle diese als die Konsonanten des Ogam-Alphabets dar und füge Vokale ein, welche ihm passend erschienen. Ebenso die waagerechten Stammlinien, welche ihm die Bestimmung der Konsonanten ermöglichen sollten. Fells Arbeit wurde später von Sprachwissenschaftlern und Archäologen mehrerer Länder als Unsinn bezeichnet, worauf Fell mit dem Vorwurf antwortete, sie seien „verdammt zu faul“ sein Werk zu lesen und „ungebildet“.